# Polynoncus diffluens
Polynoncus diffluens är en skalbaggsart som beskrevs av Patricia Vaurie 1962. Polynoncus diffluens ingår i släktet Polynoncus och familjen knotbaggar. Inga underarter finns listade i Catalogue of Life.